# Castle Party
Castle Party (Касл Па́ти) — ежегодный фестиваль готической музыки, проводящийся в средневековой крепости близ польского города Болькув.

## История фестиваля
Фестиваль впервые прошёл в 1994 году и привлёк лишь около трёхсот посетителей, для которых выступали только пять исполнителей. Впоследствии популярность мероприятия возросла, в связи с чем организаторы Castle Party перенесли его в замок Болькув (первоначально фестиваль проводился в другом замке).
Castle Party считается крупнейшим готическим фестивалем Восточной Европы. Каждый год его посещают несколько тысяч поклонников готик-рока, готик-метала, индастриала и дарквейва из Польши, Германии, России, Венгрии, Словакии и других европейских стран. Помимо выступлений различных групп (иногда не имеющих тесной связи с готической субкультурой) в рамках фестиваля проводятся распродажи атрибутики и аксессуаров, а также тематические вечеринки в местных клубах.
В 2009 году вышла книга «Castle Party: музыка, люди, события», представляющая собой сборник интервью с имеющими отношение к фестивалю людьми. К книге прилагался компакт-диск с фотографиями и короткими фильмами о Castle Party.

## Выступавшие коллективы
Ниже перечислены основные группы, выступавшие на фестивале Castle Party. Хэдлайнеры каждого года выделены жирным шрифтом.
I (1994)
- Moonlight, Daimonion, T.R.H., Pornografia, Fading Colours

II (25—26 августа 1995)
- Closterkeller, De Ville, Moonlight, Daimonion, T.R.H., Pornografia, Fading Colours, Robi, Christblood, Sirrah, Psyche

III (2—3 августа 1996)
- Closterkeller, Artrosis, De Volanges, Funhouse, Reinkarnation, Fading Colours, Charlottehead, T.R.H., Pornografia, Hedone, Daimonion, Agressiva 69, Moonlight, PCM, Christblood, Robi, Freeport

IV (1997)
- P. Vampire, Swan Death, Agressiva 69, L.D., Fading Colours, Nowy Horyzont, Dom Snow, Artrosis, Mesmerisa, Batalion d’Amour, Riggor Mortiis, Lorien, Exit, God’s Bow, T.R.H., God’s Own Medicine, Season, Freeport

V (24—25 августа 1998)
- Attrition, Inkubus Sukkubus, Artrosis, Closterkeller, Fading Colours, Batalion d’Amour, Lorien, God’s Bow, God’s Own Medicine, Undish, Aion, Mandragora, Stonehenge, Warthegau

VI (1999)
- Clan of Xymox, XIII.stoleti, Undish, Artrosis, Batalion d’Amour, Closterkeller, Agressiva 69, 1984, T.R.H., Fading Colours, Moonlight, Jude, God’s Bow, God’s Own Medicine, Devian, Sepulcrum Mentis

VII (28—30 июля 2000)
- Dreadful Shadows, XIII.stoleti, The Dreamside, Lakha Muza, Dawn Visitors, Artrosis, Moonlight, Fading Colours, Agressiva 69, Ataraxia, Psyche

VIII (2001)
- Illuminate, Attrition, The Legendary Pink Dots, Behemoth, Canonis, Land of Charon, Siela, Endraum, Ankh

(предполагались также выступления Garden of Delight и Das Ich, однако они были отменены из-за сильного ветра)
IX (27—28 июля 2002)
- New Model Army, Clan of Xymox, Das Ich, Closterkeller, Fading Colours, Dance on Glass, Christ Agony, Venus Fly Trap, Somnambul, Varieté, Hocico, Moonlight, Dance or Die, God’s Bow, Accessory, Inscape

X (26—27 июля 2003)
- XIII.stoleti, Umbra Et Imago, Garden of Delight, L'Âme Immortelle, Diary of Dreams, Brygada Kryzys, Eve of Destiny, Fading Colours, Closterkeller, Artrosis, Delight, Scianka, Sweet Noise, Terminal Choice, The Other Day, The Ancient Gallery, Dance On Glass, Final Selection, Immunology

XI (30 июля—1 августа 2004)
- Deine Lakaien, Clan of Xymox, Naamah, God’s Bow, Moonlight, Cool Kids of Death, Blutengel, Suicide Commando, The Unholy Guests, Eva, Desdemona, Sui Generis Umbra, Agressiva 69, Armia, Project Pitchfork

XII (29—31 июля 2005)
- Epica, Last Days of Jesus, Disharmony, Agonised By Love, Attrition, Cruxshadows, Camouflage, Forgotten Sunrise, Holodne Sonce, Cytadela, Stormmoussheld, Grendel, Scream Silence, Wolfsheim

XIII (28—30 июля 2006)
- Clan of Xymox, The Birthday Massacre, Leaves' Eyes, No Name Desire, De Facto, Deathcamp Project, Hedone, Agressiva 69, Bonczyk & Krzywanski, Riverside, VNV Nation, Dust Heaven, Mano Juodoi Sesuo, Batalion D’Amour, Delight, Funker Vogt, Fading Colours, De/Vision

XIV (27—29 июля 2007)
- Diary of Dreams, The Legendary Pink Dots, NFD, Frontline Assembly, Catastrophe Ballet, Diorama, Mass-Kotki, Miguel and the Living Dead, Suicide Commando, The Royal Dead, Cemetery Of Scream, Tear, Desdemona, Pride And Fall, IAMX, Angelspit, Mortiis, Fading Colours

XV (25—27 июля 2008)
- Garden of Delight, XIII.stoleti, Deine Lakaien, Closterkeller, Cinema Strange, Die Krupps, Anne Clark, Cruxshadows, Persephone, 1984, Made in Poland, Reaper, Sieben, Thy Disease, The Moon and the Nightspirit.

XVI (24—26 июля 2009)
- Dreadful Shadows, Diary of Dreams, Front 242, Covenant, Joy Disaster, Crematory, KMFDM, Artrosis, Moon Far Away, Fading Colours, Solar Fake

XVII (29 июля—1 августа 2010)
- Faith and the Muse, Theatres des Vampires, Clan of Xymox, Behemoth, Kirlian Kamera, The Cassandra Complex, DoppelgangeR, Otto Dix, Anne Clark, The Beauty of Gemina

XVIII (21—24 июля 2011)
- Atari Teenage Riot, Project Pitchfork, Diary of Dreams, Umbra Et Imago, Closterkeller, Diorama, Suicide Commando, Zeraphine, Nosferatu, Fixmer/McCarthy, Santa Hates You, Dope Stars Inc., Blindead, The Cuts, Hetane, Freakangel, Controlled Collapse, Monolight, ŚMIAŁEK, Hieros Games, Bratrstvo Luny, Reactor7X, Hyoscyamus Niger, Monstergod, Synchropath, H.Exe, Unsinn

XIX (27—29 июля 2012)
- Alien Sex Fiend, Bloody Dead and Sexy, Merciful Nuns, Blutengel, Hocico, Ordo Rosarius Equilibrio, Pink Turns Blue, Combichrist, Deathcamp Project, At the Lake, Spiritual Front, Ambassador 21, Cold in May

### Предварительные данные о составе участников следующего фестиваля
XX (12—14 июля 2013)
- The Beauty of Gemina, Whispers in the Shadow, Mono Inc.,